# Мусагеница
Мусагеница е наименование на стара местност в източните покрайнини на София. В наши дни административно тя е част от ж.к. Младост 1, София, в частта му, попадаща в административен район „Студентски“ на Столичната община.
На югоизток граничи с ж.к. „Дървеница“, на североизток с Дървенишка река и бул. „Цариградско шосе“, на северозапад с бул. „Д-р Г. М. Димитров“, а на югозапад с булевардите „Свети Климент Охридски“ и построения с метрото бул. „Проф. Марко Семов“. Кварталът има излаз на север към бул. „Д-р Г. М. Димитров“. От квартала с преминаване покрай съседния квартал „Дървеница“ би могло да се излезе и на бул. „Свети Климент Охридски“, но при строежа на метрото и бул. „Проф. Марко Семов“ не е бил предвиден такъв излаз.
„Мусагеница“ е застроена предимно със сгради от железобетон и доста панелни блокове (от серии Бс-VIII-Сф, Бс-2-64 и Бс-69-Сф). Пазарът на квартала е разположен в северната му част, до бул. „Д-р Г. М. Димитров“, като кварталът има и супермаркети от търговските вериги „Т Маркет“,  „Билла“, „Рекорд“ и ,,Minimart". Разполага също и с дрогериите ,,dm" и ,,Lilly" и с магазин ,,Pepco". 
Покрай „Мусагеница“ преминават автобуси 69, 70, 88, 280, 294, 413 и електробуси 123 и 288 като кварталът се обслужва най-добре от автобусна линия 280. Кварталът се обслужва също и от метростанциите „Г. М. Димитров“ и „Мусагеница“ на софийското метро (последната обслужва и ж.к. „Дървеница“). Жилищният комплекс е предпочитан от студенти заради неговата близост до Студентски град.